# Muhlenbergia laxa
Muhlenbergia laxa är en gräsart som beskrevs av Albert Spear Hitchcock. Muhlenbergia laxa ingår i släktet muhlygräs, och familjen gräs. Inga underarter finns listade i Catalogue of Life.